# Шампаньяк-ла-Прюн
Шампанья́к-ла-Прюн (фр. Champagnac-la-Prune, окс. Champanhac la Pruna) — коммуна во Франции, находится в регионе Лимузен. Департамент — Коррез. Входит в состав кантона Ла-Рош-Канийак. Округ коммуны — Тюль.
Код INSEE коммуны — 19040.
Коммуна расположена приблизительно в 410 км к югу от Парижа, в 95 км юго-восточнее Лиможа, в 18 км к юго-востоку от Тюля.

## История
В 1797 году приход Шампаньяк-ла-Рош был преобразован в Шампаньяк-ла-Прюн.

## Население
Население коммуны на 2008 год составляло 168 человек.
| 1962 | 1968 | 1975 | 1982 | 1990 | 1999 | 2008 |
| ---- | ---- | ---- | ---- | ---- | ---- | ---- |
| 275  | 282  | 263  | 219  | 167  | 160  | 168  |

## Администрация
| Период | Период | Фамилия     | Партия                              | Примечания                      |
| ------ | ------ | ----------- | ----------------------------------- | ------------------------------- |
| 1983   | 2001   | Рене Круазе | Французская коммунистическая партия | участник движения Сопротивления |
| 2001   |        | Жакки Сеню  |                                     |                                 |

## Экономика
В 2007 году среди 89 человек в трудоспособном возрасте (15-64 лет) 64 были экономически активными, 25 — неактивными (показатель активности — 71,9 %, в 1999 году было 69,7 %). Из 64 активных работали 58 человек (32 мужчины и 26 женщин), безработных было 6 (4 мужчины и 2 женщины). Среди 25 неактивных 3 человека были учениками или студентами, 13 — пенсионерами, 9 были неактивными по другим причинам.

## Фотогалерея
- Шампаньяк-ла-Прюн
- Карта коммуны